# Gubadag
Gubadag  è la città capoluogo dell'omonimo distretto situato nella provincia di Daşoguz, in Turkmenistan.